# 布莱斯河畔甘德勒库尔
布莱斯河畔甘德勒库尔（法語：Guindrecourt-sur-Blaise，法語發音：[ɡɛ̃dʁəkuʁ syʁ blɛz]）是法国上马恩省的一个市镇，属于肖蒙区。

## 地名
法语地名中介词“sur”（意为“在……上”）常接河名，译作“在……河畔”，不过此处的“布莱斯”（Blaise）双关，既可以指布莱斯河，又可以指村庄布莱斯。

## 地理
布莱斯河畔甘德勒库尔（48°17'47"N, 4°58'27"E）面积5.52 平方千米，位于法国大東部大區上马恩省，该省份为法国东北部内陆省份，北起马恩省和默兹省，西接奥布省，西南接科多尔省，东南接上索恩省，东临孚日省。
与布莱斯河畔甘德勒库尔接壤的市镇（或旧市镇、城区）包括：昂邦维尔、布藏库尔、达扬库尔、马尔贝维尔、科隆贝双教堂村。
布莱斯河畔甘德勒库尔的时区为UTC+01:00、UTC+02:00（夏令时）。

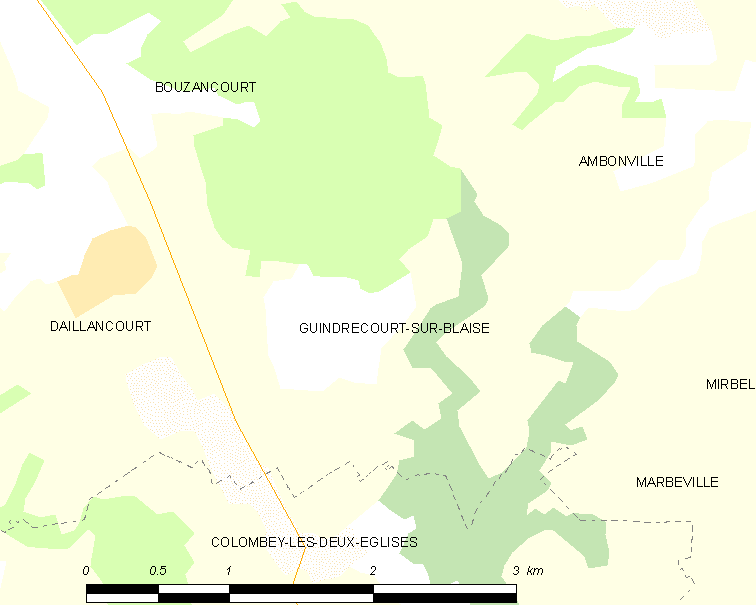
布莱斯河畔甘德勒库尔的OSM定位图

## 行政
布莱斯河畔甘德勒库尔的邮政编码为52330，INSEE市镇编码为52232。

## 政治
布莱斯河畔甘德勒库尔所属的省级选区为博洛涅县。

## 人口

1962-2008年间布莱斯河畔甘德勒库尔人口变化图示

布莱斯河畔甘德勒库尔于2022年1月1日时的人口数量为55人。